# Downface
Downface je američki eksperimentalni rock i post-grunge sastav osnovan u  Madisonu 1997. godine.

## Povijest sastava
Downface je nastao 1997. godine pod utjecajima drugih poznatih sastava kao što su  Tool, Deftones, Failure, Alice in Chains, Pearl Jam i Rusted Root. Nažalost, većina ljudi vjeruje da je jedna od njihovih najpopularnijih pjesama Alone, djelo  Pearl Jam-a ili  Alice In Chains-a. Slično tome, neke pjesme na albumu  Within pogrešno se pripisuju kao djela američkih sastava  Tool ili Creed, sve zbog boje glasa pjevača.
Članovi Downface svirali u raznim sastavima prije no što su počeli raditi zajedno u veljači 1997.godine. Sreli su se u Madisonu, putem oglasa stavljenom u lokalnoj glazbenoj trgovini. Zbog poteškoća da pronađe uporište u glazbenoj industriji glazbe Wisconsina, bend godinu dana odrađuje covere te radi i na pisanju vlastitog materijala. U svibnju '98., oni su u Capital Studios u Madisonu, snimili svoj prvi album, Confidence. Disk je objavljen u srpnju te godine. Od tada, bend je nastupao klubovima u Madisonu, Milwaukeu, te u drugim gradovima u južnom Wisconsinu. 2002. godine izdaju svoj drugi album Within.

## Članovi
- Tim Anderson - vodeća gitara i vokal
- Rob Hammond - ritam gitara
- Joe Violetto - bas
- Russ Gray - bubnjevi

## Albumi
- Confidence (1998)
- Within (2002)

## Vanjske poveznice
- Downface na last.fm